# Licopodi annotí
El licopodi annotí (Lycopodium annotinum) és una espècie de planta vascular sense llavors de la família de les licopodiàcies. Es fa en zones temperades i fredes de l'hemisferi nord.

## Distribució
Al continent europeu és una espècie bàsicament del nord d'Europa, arribant pel sud als Pirineus, Apenins i Carpats. Als Països Catalans la trobem exclusivament a l'estatge subalpí d'Andorra, dins de boscos i matollars de pi negre en substrat àcid.
Al vessant meridional dels Pirineus n'existeix una única citació de l'Abarssetar d'Arcalís (Andorra), localitat que constitueix el límit meridional de l'àrea de distribució de l'espècie a Europa. Durant un temps es va creure que aquesta localitat havia desaparegut a conseqüència de les obres de construcció de l'estació d'esquí d'Ordino-Arcalis. Actualment s'ha retrobat i està catalogat com un tàxon amenaçat en l'obra inèdita del catàleg de la Flora d'Andorra.

## Característiques
És una planta prostrada de 3 a 6 dm d'alçada amb tiges principals procumbents i poc ramificades. Les branques són erectes o ascendents i es ramifiquen dicotòmicament. Els estròbils, són terminals, sèssils i solitaris i surten de les branques erectes.